# BYD Seal
BYD Seal egy középkategóriás, akkumulátoros elektromos, szedán autótípus, melyet 2022-től gyártanak.

## A modell története és leírása
A BYD Sealt 2022 áprilisában mutatták be, amelyet középkategóriás autóként többek között a Tesla Model 3 konkurenciájának szánja a BYD. Az autó csatlakozott a BYD kínálatához az új, kibővített Ocean sorozat részeként, amely avantgárd stílusú modellekből áll, és amelyet a design osztály vezetője, Wolfgang Egger német autótervező felügyelete alatt hoztak létre. A karcsú sziluettet keskeny, agresszív formájú, dupla lencsés fényszórók, kettős domborítású hegyes előlap, valamint kiterjedt LED-világítású nagy légbeömlő nyílások jellemezik. Az oldalsó csík kiterjedt dombornyomással gazdagodik, míg a rövid, ferde hátlap tetején LED technológiával készült ovális lámpák találhatók, melyeket fénycsíkkal kötnek össze. A moduláris e-Platform 3.0 platformnak köszönhetően a BYD Seal viszonylag hosszú, csaknem 3 méteres tengelytávval tűnik ki, ami rövid hátsó túlnyúlást eredményezett.
Az utastér futurisztikus kialakítású, beleértve az ajtólapokon lévő szabálytalan alakú panelek, a műszerfalat és a középkonzolt. A belső térben három szín, a kék, a szürke és a fekete dominál. A műszerfalat két kijelző díszíti: az egyik a kormánykerék előtt kapott helyet, átlója 8,8 hüvelyk. A műszerfal középső pontján pedig egy nagy, 15,6 hüvelykes érintőképernyő található a multimédiás rendszer és az alapvető járművezérlési funkciók vezérléséhez.

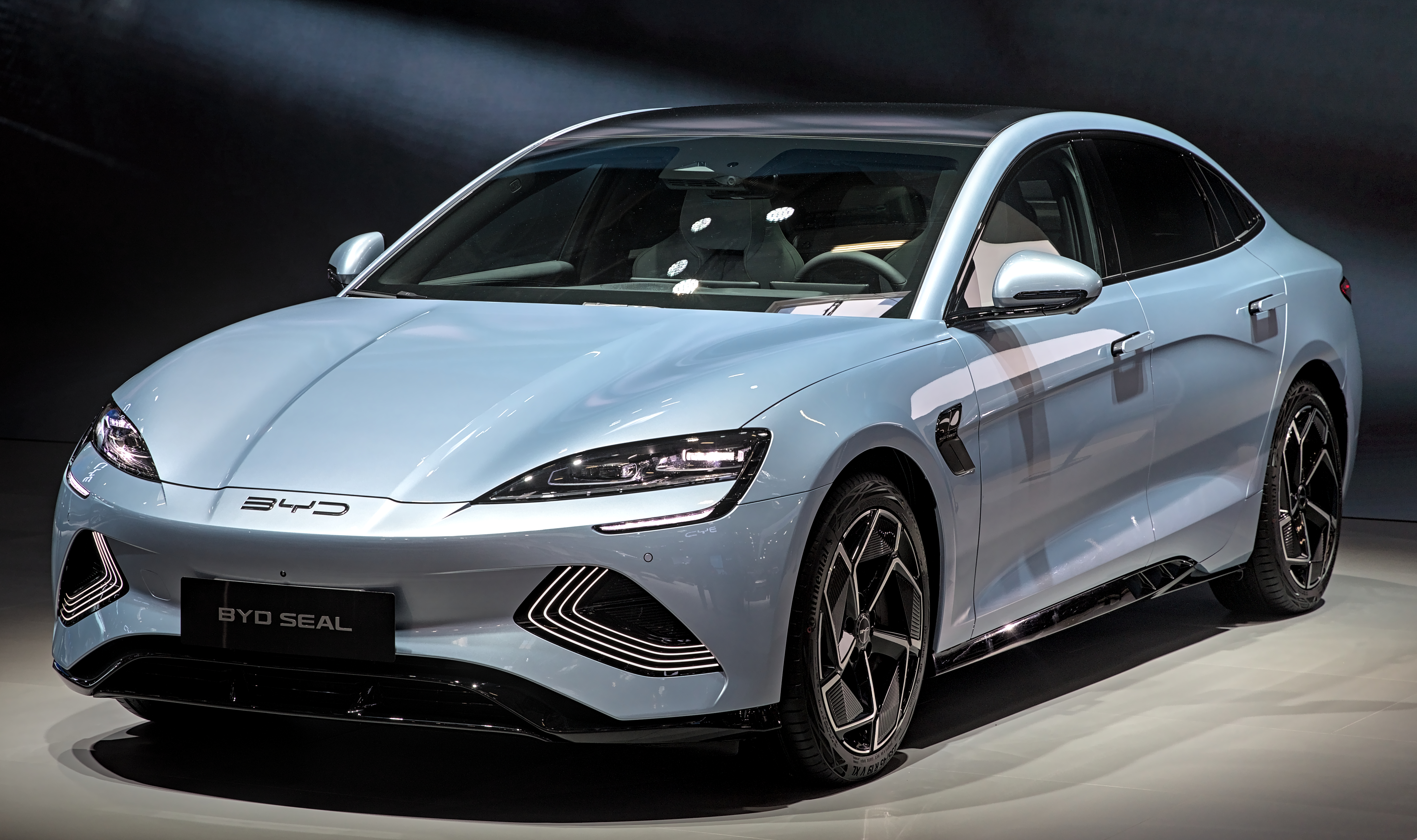
Elölnézetből
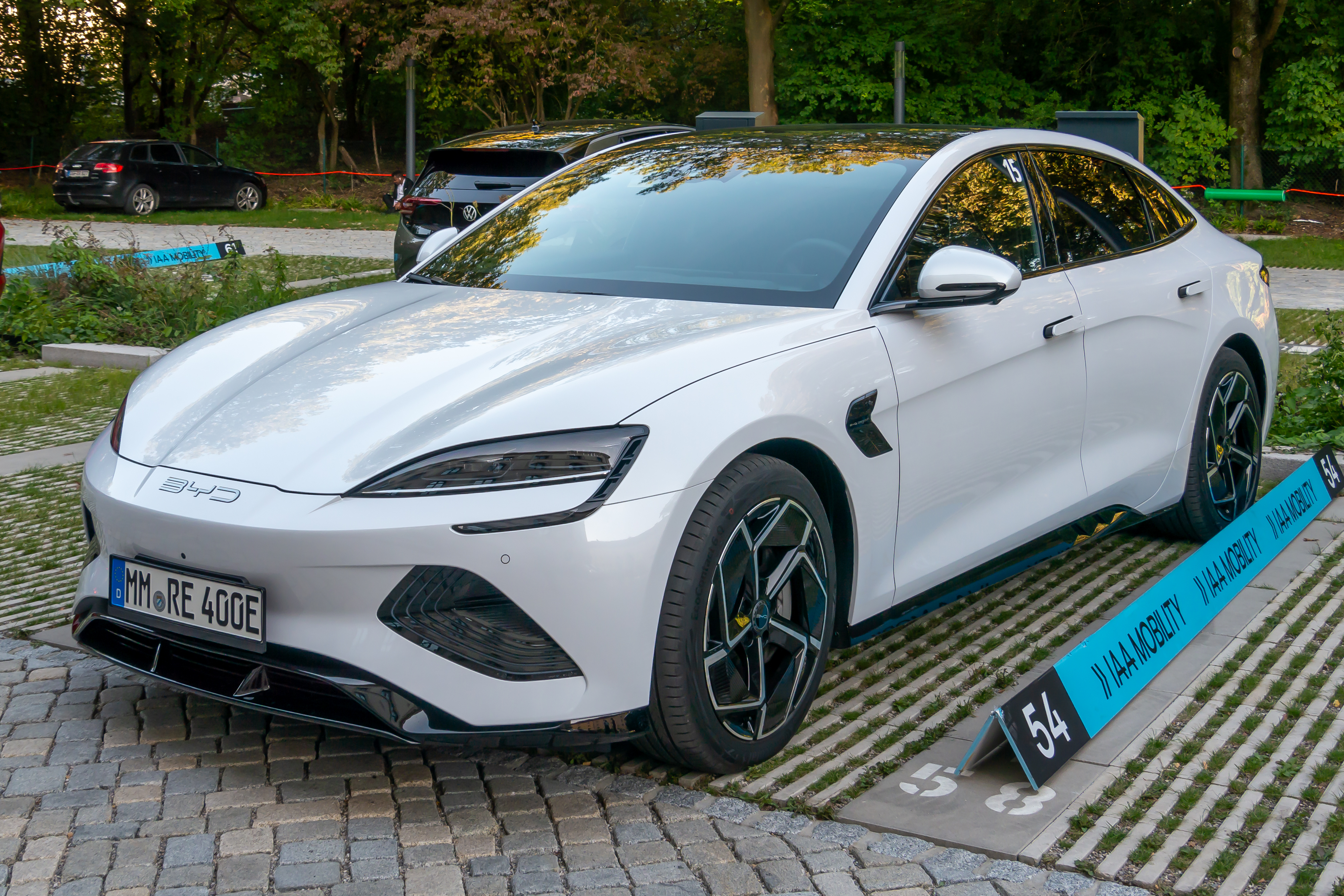
Elölnézetből
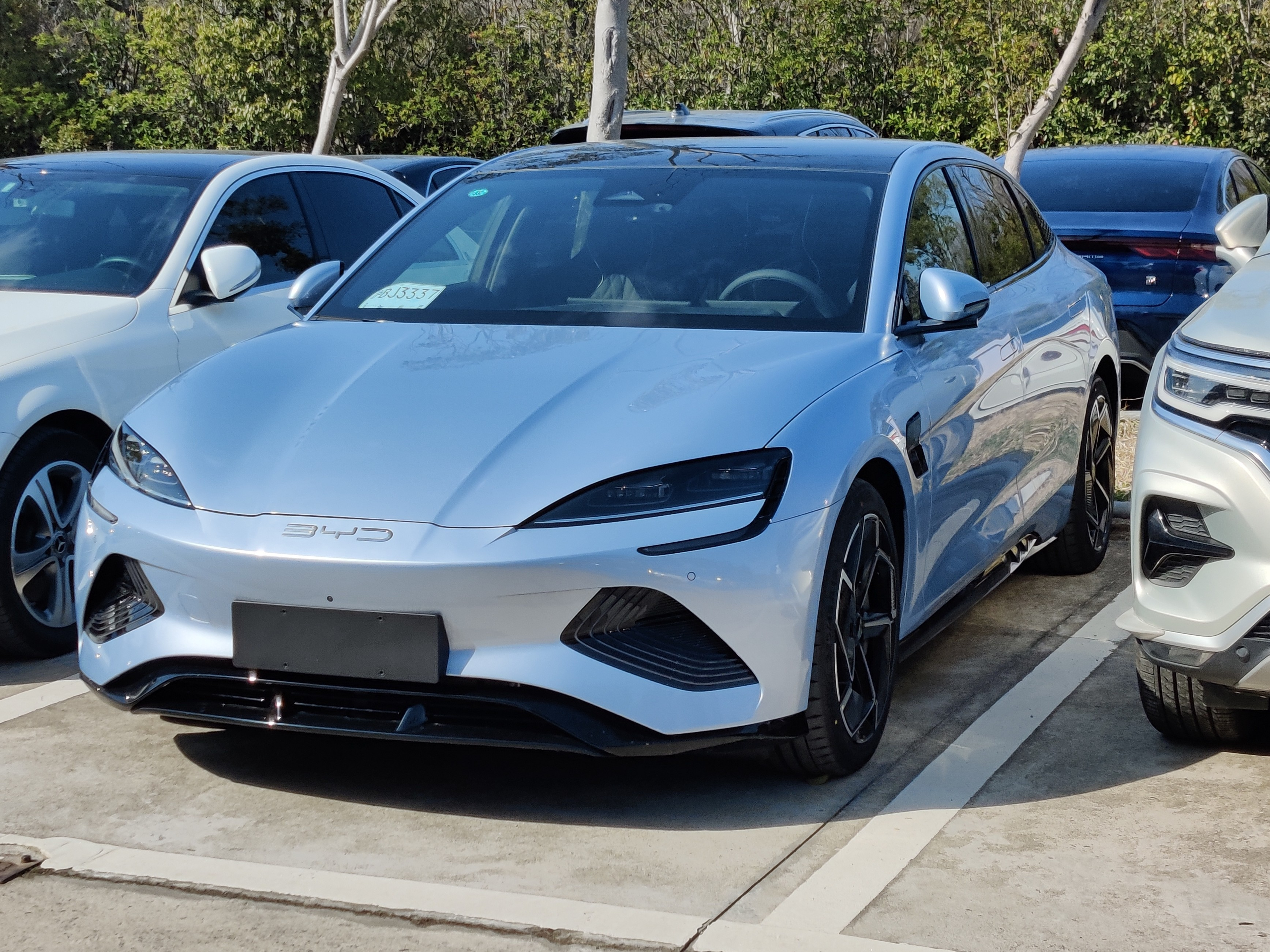
Elölnézetből
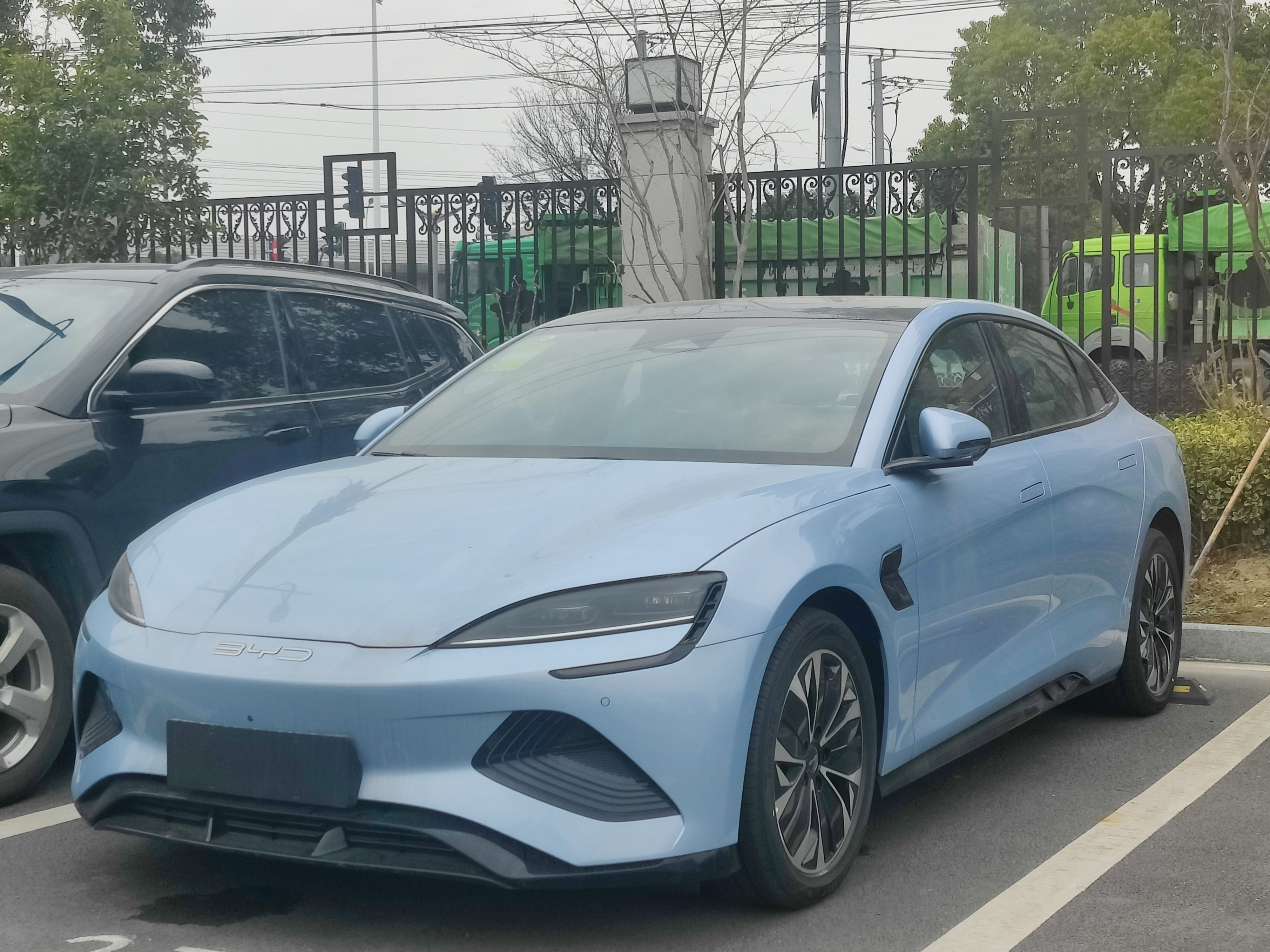
Elölnézetből
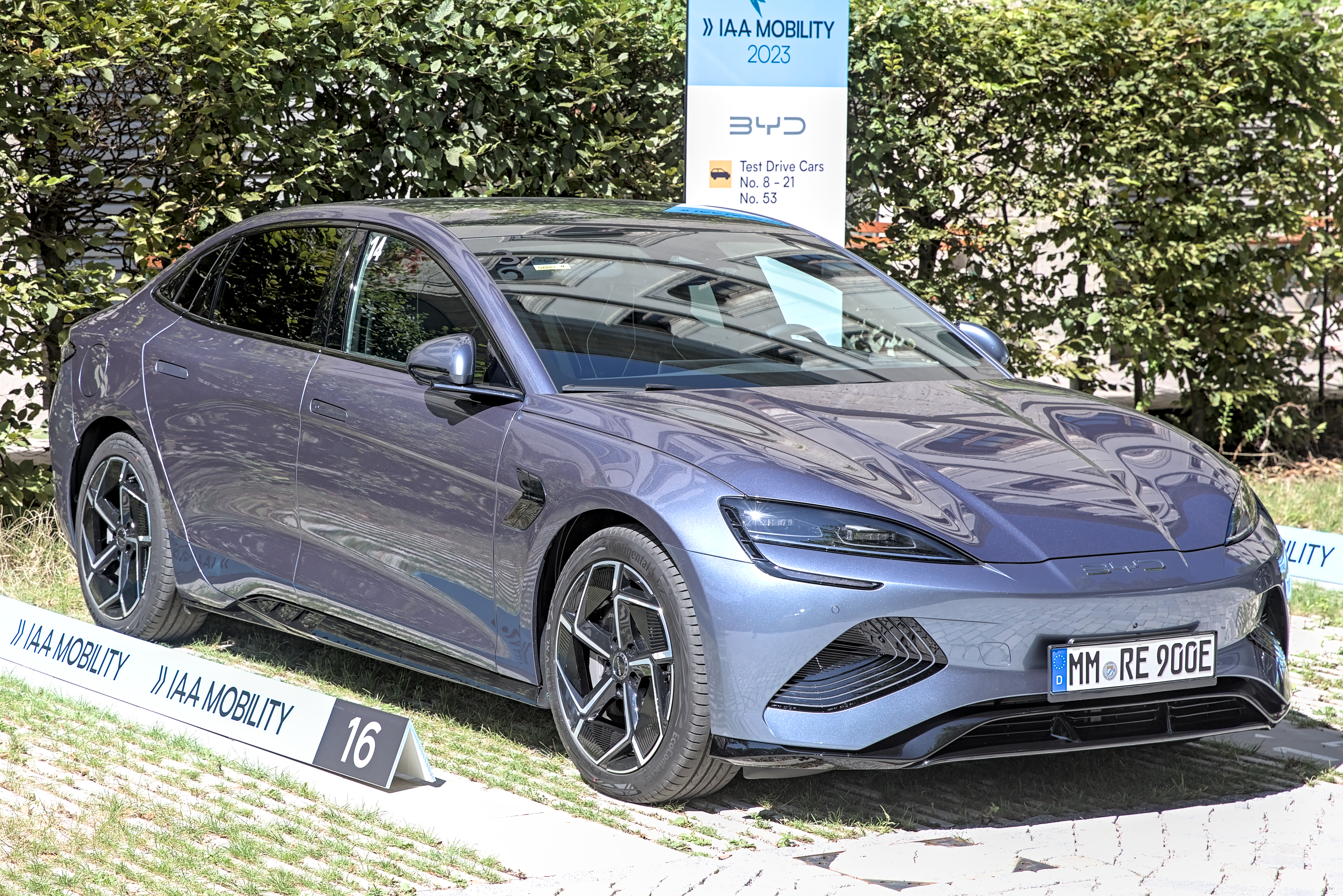
Elölnézetből
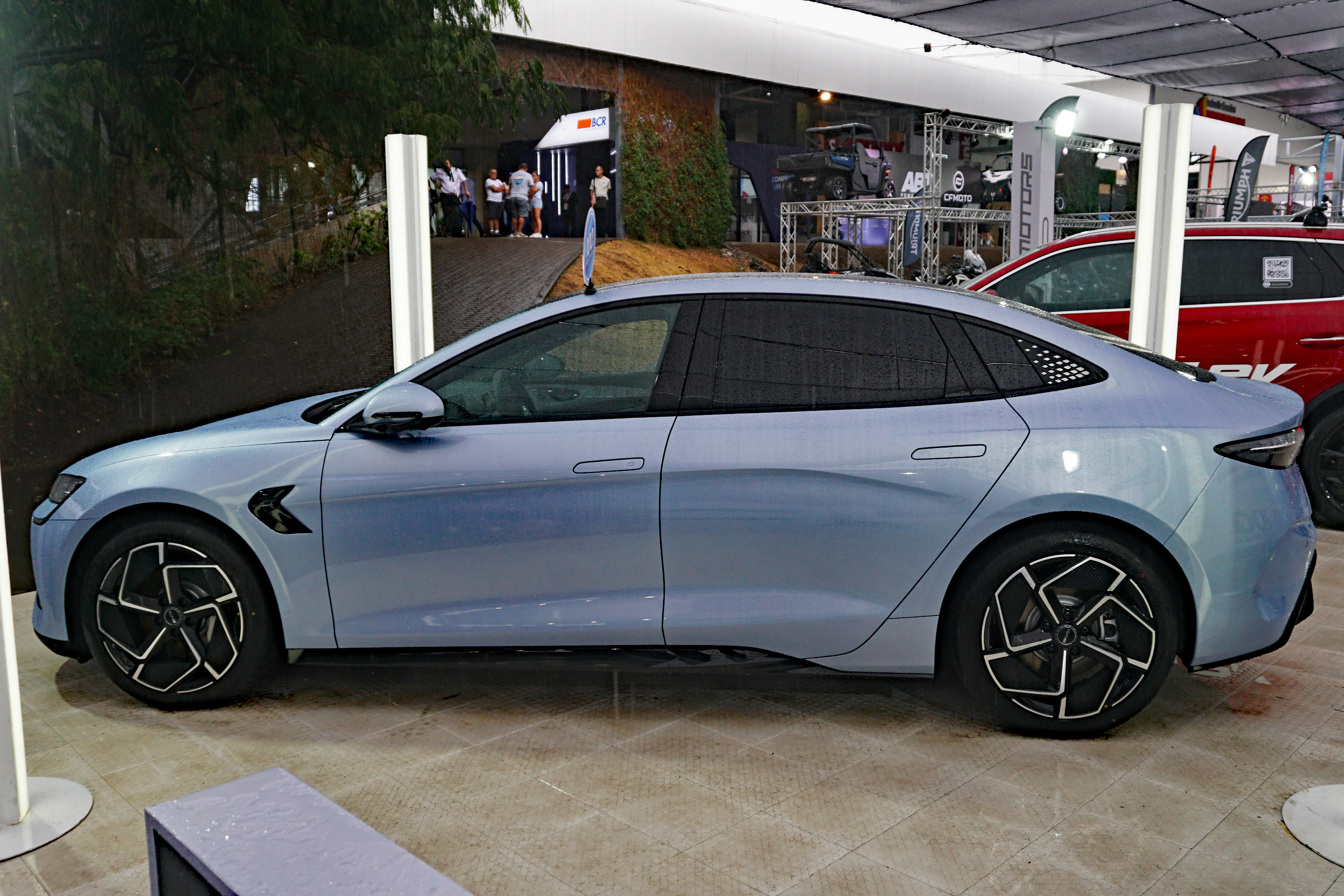
Oldalnézetből
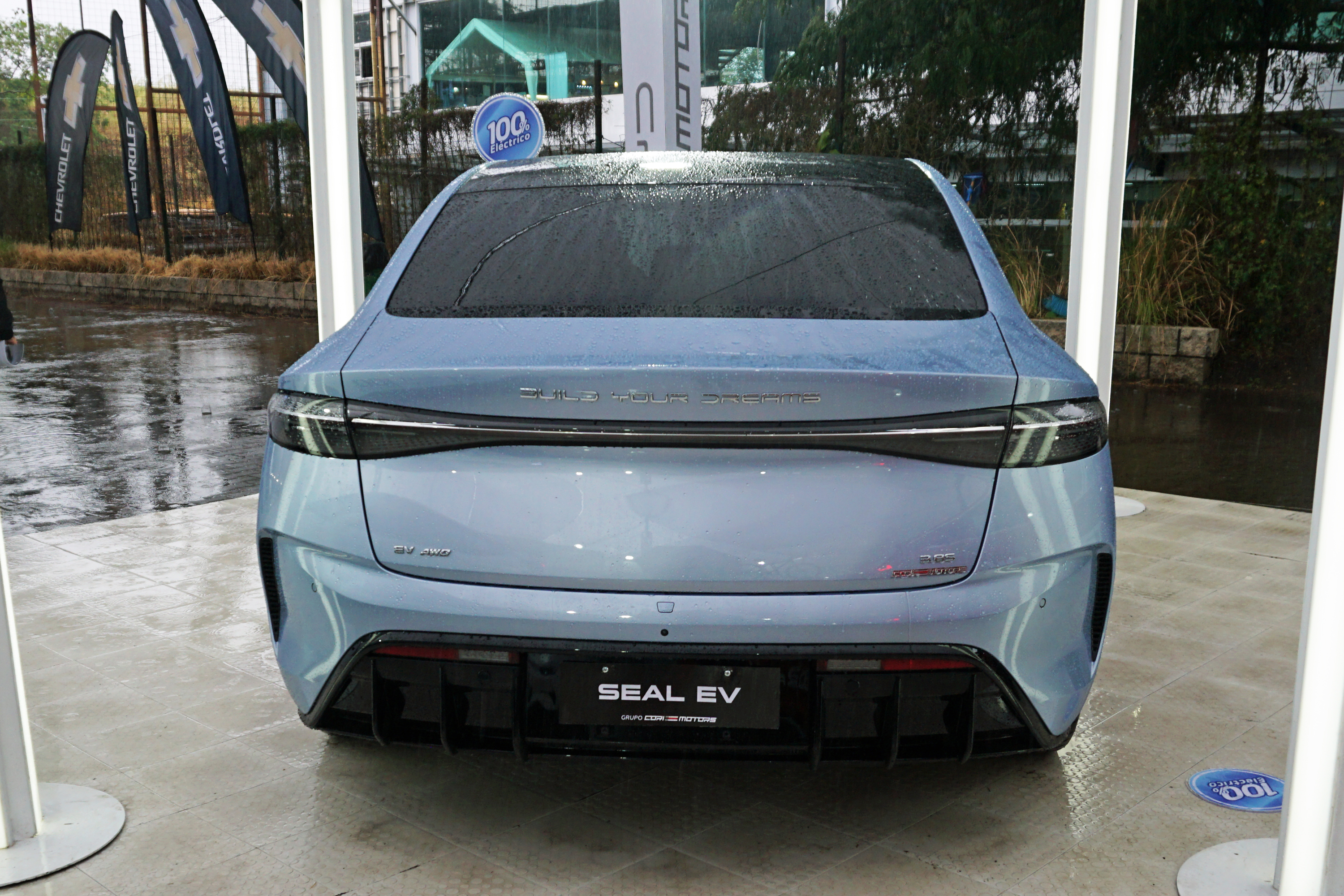
Hátulnézetből
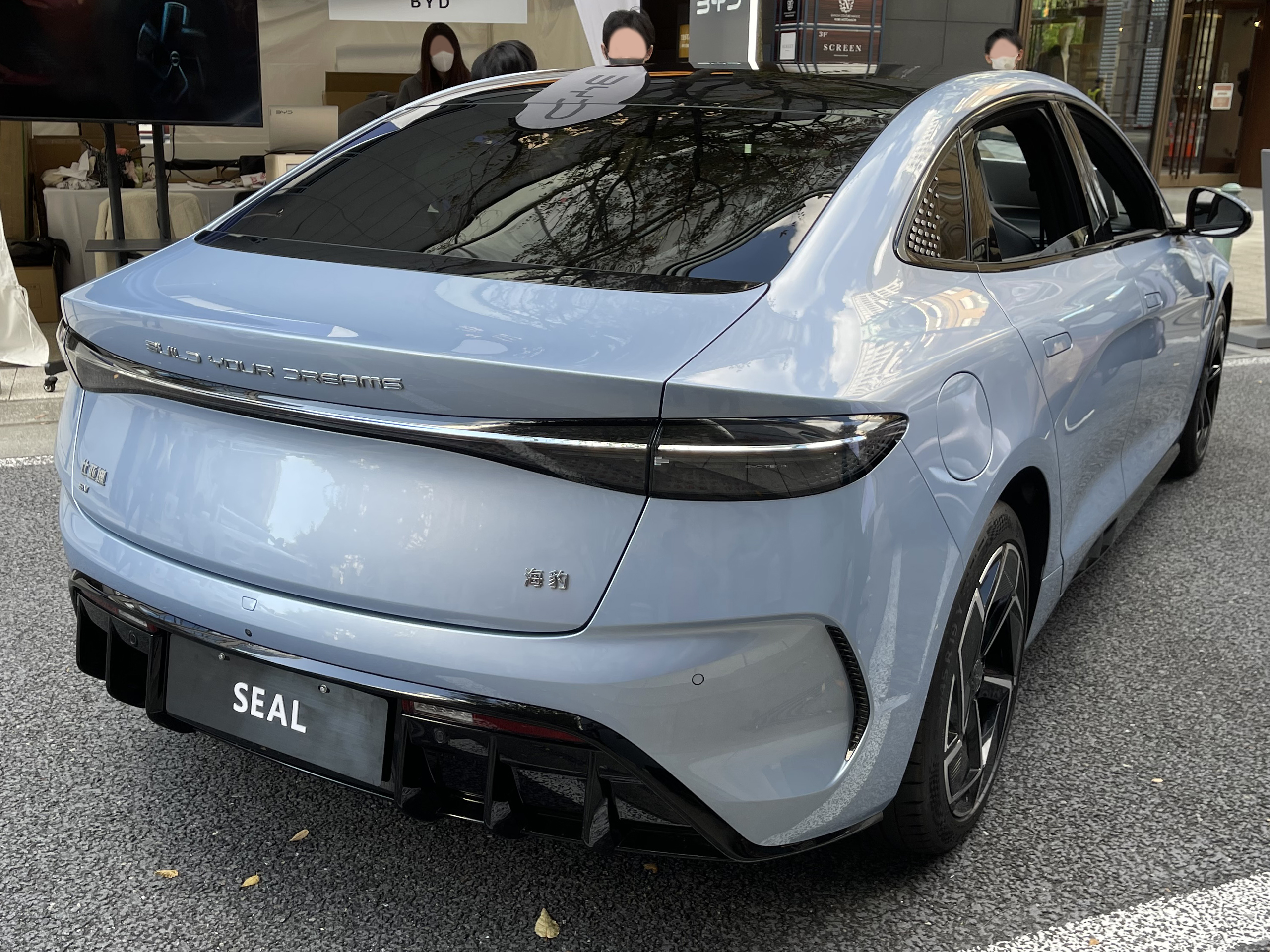
Hátulnézetből
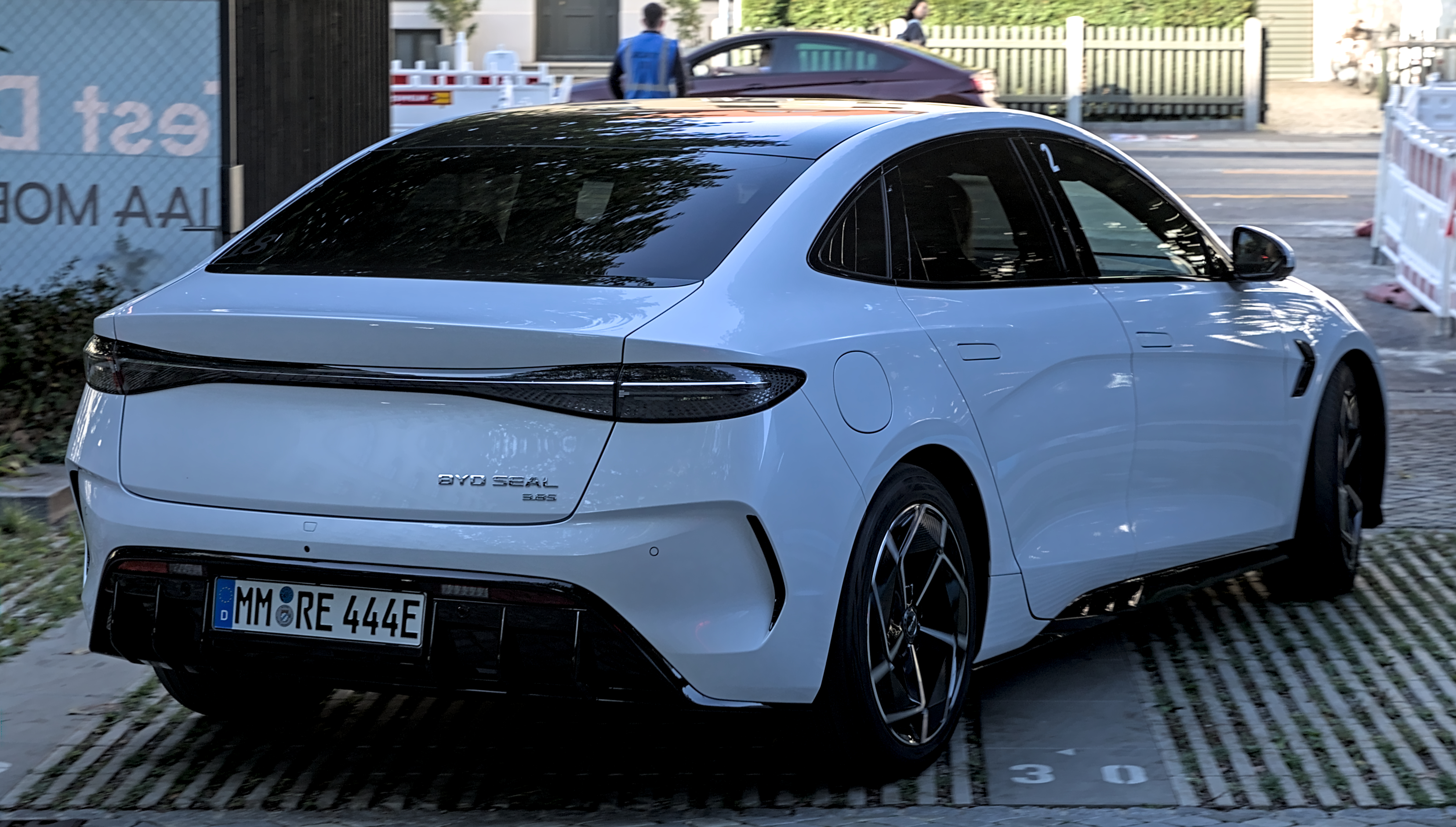
Hátulnézetből
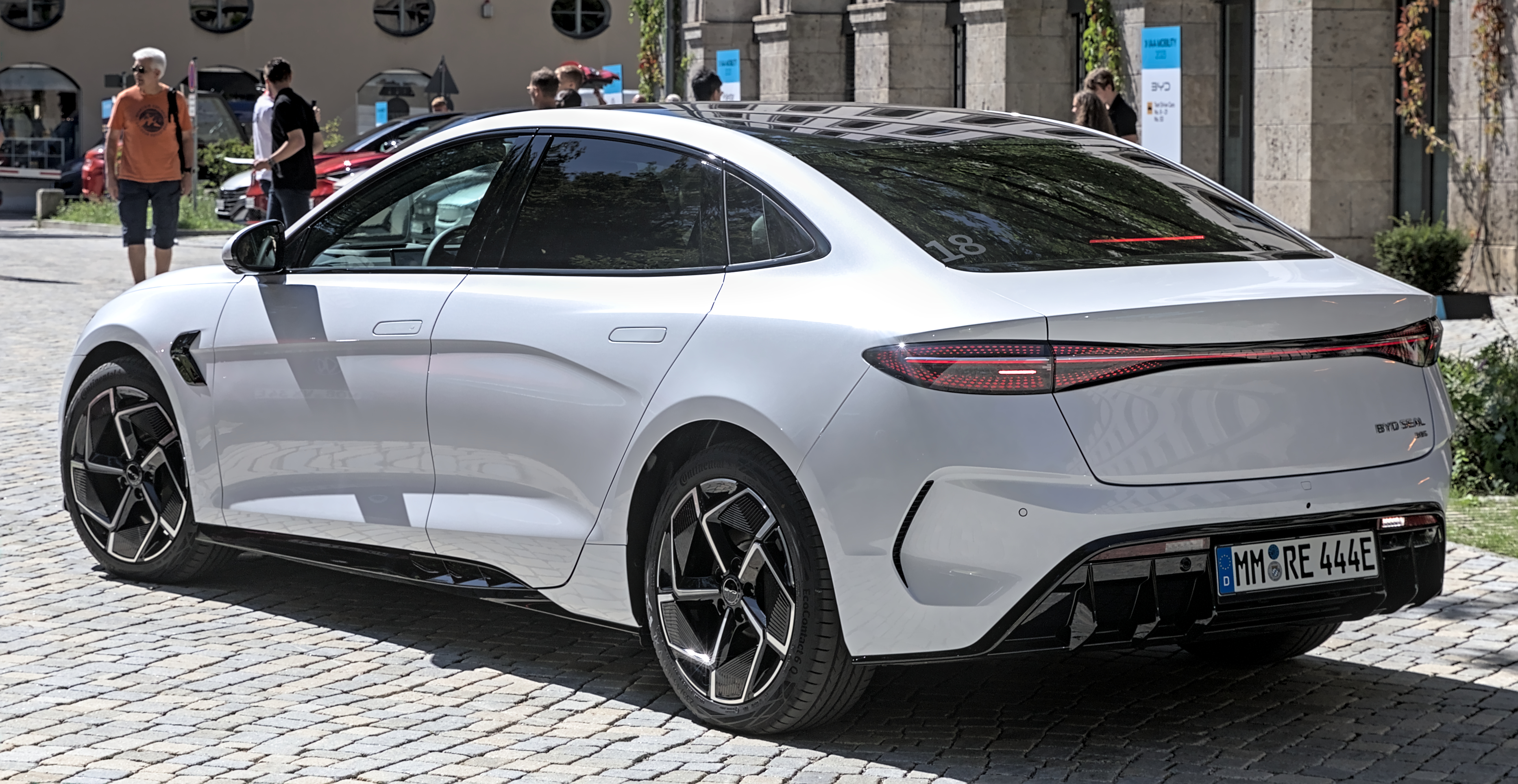
Hátulnézetből
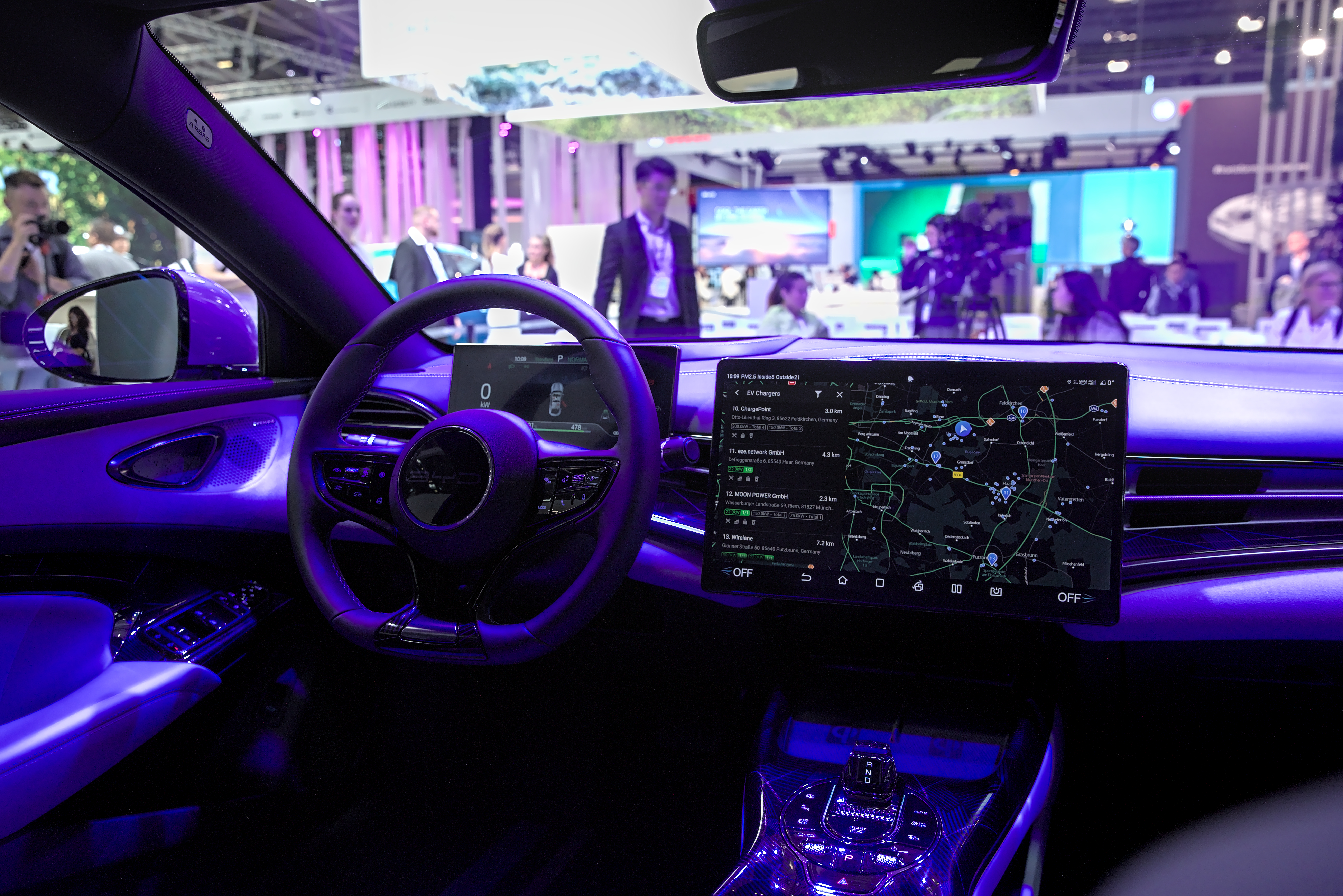
A BYD Seal belső tere

### Értékesítés
A BYD 2022 májusában kezdte meg a Seal értékesítését.  Az autó bestsellernek és 2022 egyik legjobban és leggyorsabban eladott autójának bizonyult Kínában: a rendelés megnyitását követő első 6 órában a 22 000 darab BYD Seal talált gazdára, júliusban pedig 110 000 példányt adtak el belőle. A járművek kiszállítása július közepén kezdődött, amikor az első példányokat a kereskedők és a vásárlók is megkapták. A BYD már a kezdetektől az tervezte, hogy beindítja a Seal értékesítést külföldi piacokon is; kezdetben Ausztráliáról és Malajziáról  szóltak a hírek. Először azonban, 2023 áprilisában Európában kezdték el a Seal értékesítését, például Hollandiában, Németországban és Norvégiában.

### Műszaki adatok
A Seal egy teljesen elektromos autótípus, amelyet szokatlan CLT (cell to body) megoldással építettek, ami azt jelenti, hogy az akkumulátor közvetlenül a vázhoz van rögzítve, és optimális merevséggel csökkenti a súlyt. Az alapverziónál az akkumulátor kapacitása 61,4 kWh, ami 550 kilométeres hatótávolságot kínál. Rendelhető opcionálisan 82,5 kWh-es akkumulátorral, mely kb. 700 kilométer maximális hatótávolságot lesz lehetővé egy töltéssel, az AWD változat esetén pedig mintegy 650 kilométeres hatótávot biztosít. A 800 voltos telepítés lehetővé teszi kb. 300 kilométeres hatótávot 15 percnyi töltéssel. A két akkumulátorméret mellett három hajtásváltozatot is kínál a gyártó. A két alapváltozat mindegyike hátsókerék-meghajtással rendelkezik, melyek közül az egyik 201 LE, míg a másik 310 LE teljesítményt tud felmutatni. Ezzel szemben a csúcsteljesítményű AWD változat 520 LE-s villanymotorral rendelkezik.

## Fordítás
- Ez a szócikk részben vagy egészben  a   BYD Seal című lengyel Wikipédia-szócikk ezen változatának fordításán alapul.  Az eredeti cikk szerkesztőit annak laptörténete sorolja fel. Ez a jelzés csupán a megfogalmazás eredetét és a szerzői jogokat jelzi, nem szolgál a cikkben szereplő információk forrásmegjelöléseként.